# Andries Verleur
Andries Verleur, (Amsterdam, 29 juni 1876 - Amersfoort, 18 december 1953), was een Nederlandse decoratieschilder, schilder en tekenaar. Hij wordt gerekend tot de Veluwse schilders. Onderwerpen in zijn werk zijn dorpsgezichten, interieurs, watergezichten en landschappen, maar ook stillevens en figuren.

## Schilder
Andries was het derde van vier kinderen van de smid Jan Hendrik Verleur en Anna Greeve. Na een tijd decoratieschilder te zijn geweest werd hij vrije schilder. Hij was autodidact maar kreeg later lessen en aanwijzingen van de Haagse School- schilders Willem Maris en Théophile de Bock.
Na een tijdlang in Amsterdam te hebben gewoond en gewerkt woonde hij van 1900 tot 1920 in Renkum. Daarna woonde hij onder meer in Nijkerk (1920-1931), Baarn (Acacialaan 7), Soest (vanaf 1940 aan de Korte Hartweg 20) en op verschillende plaatsen op de Veluwe. In Renkum werd Andries lid van de 1902 mede door De Bock opgerichte Renkumse kunstvereniging Pictura Veluvensis.
Als broodschilder ging hij langs de deuren om zijn schilderijen te slijten. In 1909 trouwde hij in Renkum met predikantendochter Pieternella Elsje Renkema. In Nijkerk woonde hij in een pasgebouwd huis aan het Van Reenenpark. In 1928 overleed daar zijn vrouw op 43-jarige leeftijd. Andries had daarna een relatie met Wilhelmina Lepper. Tot de Nijkerkse onderwerpen behoren de haven, de Grote Kerk en de Kolkstraat. Het werk Zicht op de haven wordt bewaard in Museum Nijkerk. Zijn werken Doelenveld in Hoorn en De Gravenstraat in Hoorn behoren tot de collectie van het Westfries Museum in Hoorn.
Exposities van zijn werk werden gehouden in (groeps) tentoonstellingen in onder meer Amsterdam, Arnhem, Antwerpen, Brugge, Brussel, Den Haag en Hoorn.

## Archeologie
Naast schilder was hij verzamelaar van archeologische vondsten. Zijn schetsboek met het opschrift 1918 – Archeologisch schetsboek – Andries Verleur bevat potloodtekeningen van archeologische vondsten. Dit schetsboek schonk hij in 1929 aan de gemeente Nijkerk.